# Габон на летних Олимпийских играх 2012
Габон принимал участие в летних Олимпийских играх 2012 года, которые проходили в Лондоне (Великобритания) с 27 июля по 12 августа, где его представляли 24 спортсмена в пяти видах спорта. На церемонии открытия Олимпийских игр флаг Габона несла бегунья Рудди Занг Милама.
На летних Олимпийских играх 2012 Габон завоевал первую свою олимпийскую медаль. Серебряную медаль принёс тхэквондист Энтони Обаме, уступивший в финале категории до свыше 80 кг итальянцу Карло Мольфетте лишь решением судей. В неофициальном медальном зачёте Габон занял 69-е место.

## Медали
| Серебро |              |                                  |            |
| №       | Спортсмены   | Вид спорта (дисциплина)          | Дата       |
| 1       | Энтони Обаме | Тхэквондо (мужчины, свыше 80 кг) | 11 августа |

## Состав и результаты

### Бокс
Мужчины
| Соревнование | Спортсмены     | 1/16 финала              | 1/8 финала           | Четвертьфинал        | Полуфинал            | Финал                | Место |
| Соревнование | Спортсмены     | Соперник Результат       | Соперник Результат   | Соперник Результат   | Соперник Результат   | Соперник Результат   | Место |
| ------------ | -------------- | ------------------------ | -------------------- | -------------------- | -------------------- | -------------------- | ----- |
| до 56 кг     | Ромео Лембумба | DOMВ. Энкарнасион П 6:15 | Завершил выступление | Завершил выступление | Завершил выступление | Завершил выступление | 17    |
| до 69 кг     | Янник Митумба  | MGLБ. Тувшинбат П 4:17   | Завершил выступление | Завершил выступление | Завершил выступление | Завершил выступление | 17    |

### Дзюдо
Женщины
| Соревнование | Спортсмены  | 1/16 финала                   | 1/8 финала            | Четвертьфинал         | Полуфинал             | Финал                 | Место |
| Соревнование | Спортсмены  | Соперник Результат            | Соперник Результат    | Соперник Результат    | Соперник Результат    | Соперник Результат    | Место |
| ------------ | ----------- | ----------------------------- | --------------------- | --------------------- | --------------------- | --------------------- | ----- |
| до 78 кг     | Одри Коумба | BDIО. Нтахонвукие В 0020:0000 | HUNА. Йоо П 0000:0100 | Завершила выступление | Завершила выступление | Завершила выступление | 9     |

### Лёгкая атлетика
Мужчины
Беговые виды
| Соревнование | Спортсмены          | Отборочный раунд | Отборочный раунд | Отборочный раунд | Четвертьфинал        | Четвертьфинал        | Четвертьфинал        | Полуфинал            | Полуфинал            | Полуфинал            | Финал                | Финал                |
| Соревнование | Спортсмены          | Забег            | Результат        | Место            | Забег                | Результат            | Место                | Забег                | Результат            | Место                | Результат            | Место                |
| ------------ | ------------------- | ---------------- | ---------------- | ---------------- | -------------------- | -------------------- | -------------------- | -------------------- | -------------------- | -------------------- | -------------------- | -------------------- |
| 100 метров   | Вильфрид Бингангуйе | 2                | 10,89            | 3                | Завершил выступление | Завершил выступление | Завершил выступление | Завершил выступление | Завершил выступление | Завершил выступление | Завершил выступление | Завершил выступление |

Женщины
Беговые виды
| Соревнование | Спортсмены        | Отборочный раунд | Отборочный раунд | Отборочный раунд | Четвертьфинал | Четвертьфинал | Четвертьфинал | Полуфинал | Полуфинал | Полуфинал | Финал                 | Финал                 |
| Соревнование | Спортсмены        | Забег            | Результат        | Место            | Забег         | Результат     | Место         | Забег     | Результат | Место     | Результат             | Место                 |
| ------------ | ----------------- | ---------------- | ---------------- | ---------------- | ------------- | ------------- | ------------- | --------- | --------- | --------- | --------------------- | --------------------- |
| 100 метров   | Рудди Занг Милама | Не участвовала   | Не участвовала   | Не участвовала   | 5             | 11,14         | 3             | 1         | 11,31     | 7         | Завершила выступление | Завершила выступление |

### Тхэквондо
Мужчины
| Соревнование | Спортсмены   | 1/8 финала         | Четвертьфинал        | Полуфинал             | Утешительный раунд | Утешительный раунд | Финал                 | Место |
| Соревнование | Спортсмены   | 1/8 финала         | Четвертьфинал        | Полуфинал             | Первый раунд       | Бой за 3-е место   | Финал                 | Место |
| Соревнование | Спортсмены   | Соперник Результат | Соперник Результат   | Соперник Результат    | Соперник Результат | Соперник Результат | Соперник Результат    | Место |
| ------------ | ------------ | ------------------ | -------------------- | --------------------- | ------------------ | ------------------ | --------------------- | ----- |
| свыше 80 кг  | Энтони Обаме | SAMК. Томсен В 9:2 | CUBР. Деспанье В 7:6 | TURБ. Танрыкулу В 3:2 | Не участвовал      | Не участвовал      | ITAК. Мольфетта П 9:9 | 2     |

### Футбол
| Соревнование | Команда                                | Предварительный раунд | Предварительный раунд | Предварительный раунд | Предварительный раунд  | Предварительный раунд | Четвертьфинал         | Полуфинал             | Финал                 | Место |
| Соревнование | Команда                                | Группа                | Соперник Результат    | Соперник Результат    | Соперник Результат     | Место                 | Соперник Результат    | Соперник Результат    | Соперник Результат    | Место |
| ------------ | -------------------------------------- | --------------------- | --------------------- | --------------------- | ---------------------- | --------------------- | --------------------- | --------------------- | --------------------- | ----- |
| Мужчины      | Мужская сборная по футболу (до 23 лет) | B                     | Швейцария Н 1:1       | Мексика П 0:2         | Республика Корея Н 0:0 | 3                     | Завершили выступление | Завершили выступление | Завершили выступление | 12    |

#### Мужчины
Состав и статистика
| №              | Имя                   | Клуб                | Дата рождения    | Возраст | Игр     | Голов   |
| Вратари        | Вратари               | Вратари             | Вратари          | Вратари | Вратари | Вратари |
| -------------- | --------------------- | ------------------- | ---------------- | ------- | ------- | ------- |
| 1              | Дидье Овоно*          | Ле-Ман              | 23 января 1983   | 29      | 3       | -3      |
| 18             | Антони Мфа Мезюи      | Мец                 | 7 марта 1991     | 21      | 0       | 0       |
| Защитники      |                       |                     |                  |         |         |         |
| 2              | Мюллер Динда          | Серкль Мбери        | 22 сентября 1995 | 16      | 3       | 0       |
| 3              | Стеви Нзамбе          | Олимпик Марсель     | 4 сентября 1991  | 20      | 2       | 0       |
| 5              | Брюно Манга*          | Лорьян              | 16 июля 1988     | 24      | 0       | 0       |
| 6              | Реми Эбанега          | Битам               | 17 ноября 1989   | 22      | 0       | 0       |
| 16             | Эммануэль Ндонг       | Согеа               | 4 мая 1992       | 20      | 1       | 0       |
| Полузащитники  |                       |                     |                  |         |         |         |
| 4              | Франк Энгонга         | Либревиль           | 26 июля 1993     | 19      | 3       | 0       |
| 8              | Александр Н'Думбу     | Орлеан              | 4 января 1992    | 20      | 3       | 0       |
| 10             | Леви Мадинда          | Сельта Б            | 11 июня 1992     | 20      | 3       | 0       |
| 12             | Мерлен Танджигора     | Каркефу             | 6 апреля 1990    | 22      | 3       | 0       |
| 13             | Седрик Буссугу        | Мангаспорт          | 20 июля 1991     | 21      | 3       | 0       |
| 14             | Андре Бийого Поко     | Бордо               | 1 января 1993    | 19      | 0       | 0       |
| 15             | Анри Жюниор Ндонг     | Битам               | 23 августа 1992  | 19      | 2       | 0       |
| 17             | Жерри Обьянг          | Согеа               | 10 июня 1992     | 20      | 3       | 0       |
| 21             | Самсон Мбинги         | Мангаспорт          | 9 февраля 1992   | 20      | 2       | 0       |
| Нападающие     |                       |                     |                  |         |         |         |
| 7              | Аллен Ноно            | Либревиль           | 15 августа 1992  | 19      | 3       | 0       |
| 9              | Пьер-Эмерик Обамейянг | Сент-Этьен          | 18 июня 1989     | 23      | 3       | 1       |
| 11             | Аксель Мейе           | Битам               | 6 июня 1995      | 17      | 3       | 0       |
| Главный тренер |                       |                     |                  |         |         |         |
| Флаг Габона    | Клод Альбер Мбуруно   | Клод Альбер Мбуруно | ?                | ?       |         |         |

Предварительный раунд
|  | Команды, выходящие в четвертьфинал |

Группа B
| М | Сборная          | И | В | Н | П | ГЗ | ГП | РГ | О |
| - | ---------------- | - | - | - | - | -- | -- | -- | - |
| 1 | Мексика          | 3 | 2 | 1 | 0 | 3  | 0  | +3 | 7 |
| 2 | Республика Корея | 3 | 1 | 2 | 0 | 2  | 1  | +1 | 5 |
| 3 | Габон            | 3 | 0 | 2 | 1 | 1  | 3  | −2 | 2 |
| 4 | Швейцария        | 3 | 0 | 1 | 2 | 2  | 4  | −2 | 1 |

| Габон        | 1 : 1 | Швейцария         |
| ------------ | ----- | ----------------- |
| Обамеянг 45′ | отчёт | Мехмеди 5′ (пен.) |

| Мексика                      | 2 : 0 | Габон |
| ---------------------------- | ----- | ----- |
| дос Сантос 63′, 90+2′ (пен.) | отчёт |       |

| Республика Корея | 0 : 0 | Габон |
| ---------------- | ----- | ----- |
|                  | отчёт |       |